# Hampshire II
M/Y Hampshire II är en superyacht tillverkad av Feadship i Nederländerna. Hon levererades 2012 till sin ägare Sir Jim Ratcliffe, en brittisk affärsman. Hampshire II designades helt av Redman Whiteley Dixon. Superyachten är 78,5 meter lång och har en kapacitet upp till 14 passagerare fördelat på sju hytter. Den har en besättning på 23 besättningsmän.
Hampshire II kostade omkring £130 miljoner att bygga.